# KV Mechelen
Koninklijke Voetbalclub Mechelen (normalt bare kendt som KV Mechelen) er en belgisk fodboldklub fra byen Mechelen i Flandern. Klubben spiller i landets bedste liga, Belgiske Pro League, og har hjemmebane på Veolia Stadium Achter de Kazerne. Klubben blev grundlagt i 1904, og har siden da vundet fire belgiske mesterskaber, 2 pokaltitler samt Pokalvindernes Europa Cup og UEFA Super Cup.
Mechelens første storhedstid var i 1940'erne, hvor klubben vandt 3 belgiske mesterskaber i 1943, 1946 og 1948. Dengang fandtes hverken en belgisk pokalturnering eller europæiske klubturneringer.
Klubbens anden storhedstid fandt sted i de sene 1980'ere, og tidlige 1990'ere, først og fremmest under den hollandske træner, Aad de Mos. Fra 1987 til 1993 sluttede KV Mechelen i top tre hele 6 gange, og spillede sig frem til 3 pokalfinaler. Det belgiske mesterskab blev vundet i 1989, og den belgiske pokalturnering i 1987. Året efter kulminerede dette med sejren i Pokalvindernes Europacup i 1988, hvor Ajax Amsterdam blev besejret 1-0 i finalen. Undervejs eliminerede Mechelen bl.a. italienske Atalanta. Mechelen er den sidste belgiske klub, som har vundet en europæisk titel.
I starten af næste sæson vandt klubben også den Europæiske Super Cup, da Champions League-vinderen PSV Eindhoven blev besejret. Første kamp i Mechelen blev vundet med 3-0, og udebanekampen i Holland tabtes med 0-1.
Efter denne sæson, 1988-89, valgte cheftræner Aad de Mos at stoppe, mens legen var god. De efterfølgende 4 år uden pokaler men med fine placeringer, skete under den belgiske træner Wilfried van Hoof. 
Gennem de sene 1990'ere kom KV Mechelen i sværere og sværere økonomiske problemer, og i 2002 kunne en konkurs ikke længere undgås. Klubben blev tvangsnedrykket til den belgiske 3. division, og skiftede samtidig navn til Yellow Red KV Mechelen. Mechelen kom stille og roligt på fode igen, og i 2005 opnåedes oprykning til den næstbedste række. To år efter rykkede man igen op i den bedste, belgiske række, og fra 2007 til 2018 spillede KV Mechelen igen på højeste niveau. I 2009 spillede klubben sig frem til finalen i den belgiske pokalturnering, som dog tabtes til Racing Club Genk.
I 2018 rykkede Mechelen ned i den næstbedste, belgiske række, Proximus League, men sikrede sig direkte oprykning i 2019, ved at vinde rækken. Samme år kunne Mechelen fejre en kæmpe triumf, da det lykkedes at vinde den belgiske pokalturnering, Beker van Belgie, på trods af at Mechelen kun spillede i den næstbedste række. KAA Gent blev besejret 2-1 i finalen.

## Titler
- Belgisk Liga (4): 1943, 1946, 1948 og 1989

- Belgisk Pokalturnering (2): 1987, 2019

- Pokalvindernes Europa Cup (1): 1988

- UEFA Super Cup (1): 1988

## Kendte spillere
- Lei Clijsters
- Michel Preud'homme
- Joos Valgaeren
- Marc Wilmots
- Erwin Koeman
- Kennet Andersson
- Klas Ingesson

## Danske spillere
- Søren Hermansen
- Mads Junker
- Thomas Enevoldsen
- Nicklas Pedersen
- Flemming Alfred Kjærsgaard